# Gru (Cattivissimo me)
Felonius Gru, più semplicemente Gru, è un personaggio immaginario, nato il 18 maggio 1960,  protagonista del franchise di Cattivissimo me. Appare in tutti e 4 i film principali e nei prequel, Minions e Minions 2 - Come Gru diventa cattivissimo. Viene doppiato in lingua originale dall'attore Steve Carell, mentre in italiano viene doppiato dal comico Max Giusti. Gru è un ex supercriminale scontroso, arguto e cinico, che funge da agente segreto per combattere altri supercriminali.

## Biografia del personaggio
Gru è figlio di Marilena e del Bald Terror (vero nome Robert), fratello gemello di Dru, padre adottivo di Margo, Edith e Agnes, nonché padre biologico di Gru Jr., marito di Lucy e capo dei Minions.
All'inizio del primo film, Gru è un ambizioso super criminale che cerca costantemente l'approvazione di sua madre, finché l'adozione delle sue figlie non lo convince che la loro felicità è importante.
Nel secondo film, Gru si lascia alle spalle il suo passato malvagio per prendersi cura delle figlie, ma presto unisce le forze, contro la sua volontà, con l'agente segreto Lucy Wilde, che in seguito sposerà.
Nel terzo film, dopo che lui e Lucy sono stati licenziati dalla Lega Anti-Cattivi (AVL o Anti-Villain League in originale), Gru scopre di avere un fratello gemello, Dru, che non ha mai incontrato a causa del divorzio dei suoi genitori, che poi alleveranno ciascun figlio separatamente. Insieme a Lucy e alle ragazze, Gru incontra Dru nella sua villa a Freedonia e formano un rapporto fraterno nel corso del film. Poi Gru e Lucy vengono successivamente riassunti all'AVL.
Nel quarto film, Gru ha un figlio biologico chiamato Gru Jr.

## Caratterizzazione

### Aspetto
Gru viene visto quasi sempre vestito con scarpe a punta, pantaloni neri ed una caratteristica felpa nera con sciarpa nera e grigia. Il suo corpo è tozzo, gli arti sono sottili e la sua faccia è rotonda, calva, con il famoso naso lungo ed appuntito ed è sempre arrabbiato. Gru viene visto anche con una tuta da spia completamente nera, che lascia scoperto la bocca e gli occhi, in Cattivissimo me 3. Inoltre, sugli avambracci ci sono rifiniture dorate che nascondono degli schermi per attivare varie funzionalità.

### Carattere
Felonius Gru è un uomo passivo nei confronti delle altre persone, a meno che non si tratti della sua famiglia. Gru è disinteressato al mondo che lo circonda e non pensa mai a nulla di positivo. È cinico e gli piace fare scherzi.

### Famiglia
- In Cattivissimo me, Gru addotta le sorelle Agnes, Edith e Margot all'orfanotrofio della città.
- In Cattivissimo me 2, la lega anti cattivi manda in missione Lucy, che diventerà la moglie di Gru. È molto amorevole nei loro confronti.

- In Cattivissimo me 3, Gru scopre di avere un fratello gemello, Dru, e va a trovarlo, per capire anche cosa sia successo al padre. Questo personaggio non appare in altri film a parte quello citato.

- Sin dal primo film, vediamo in scena i Minions (Letteralmente scagnozzi), delle pillole gialle che indossano salopette blu al servizio di Gru. Sono i protagonisti dei due prequel Minions e Minions 2.

- In Cattivissimo me 4, Lucy da alla luce ad un figlio, Gru jr., ma sembra che non vadano molto d'accordo.
- Il Prof. Nefario è l'anziano scienziato aiutante di Gru. Appare nei primi quattro film (in quest'ultimo solo come cameo), ma anche in Minions 2, in una versione molto più ringiovanita.